# Алуштинський акваріум
Алуштинський акваріум — наймолодший і найбільший акваріум на південному березі Криму, розташований у підвальних приміщеннях круглої будівлі тролейбусних кас у центрі міста, в акваріумі мешкають понад 250 видів риб, 7 видів крокодилів, 8 видів крабів та 12 видів черепах.

## Історія
У 2003 році в Алушті молодими фахівцями-іхтіологами на чолі з Віктором Жиленком було створено першу виставку риб. Спочатку це був лише один зал із рибами Чорного та Азовського морів.
Проте вже до 2005 року вона виборола право називатися найбільшим акваріумом на Південному березі Криму. А 2007 року акваріум зібрав найбільшу експозиційну колекцію в Україні. У 2008 році експозицію стала доповнювати та прикрашати колекція морських раковин та коралів з усього світу.
Наразі прямо під будівлею тролейбусних кас розташувалося підводне царство, у якому мешкають понад 250 видів риб з усіх куточків нашої планети, а також 3 види крокодилів, 5 видів крабів та 8 видів черепах.

## Зали Алуштинського акваріума
Алуштинський акваріум включає 4 зали з водними мешканцями та виставку раковин та коралів. Потрапивши в перший зал має вигляд підводної печери, у якій живуть різноманітні мешканці двох морів — Чорного та Азовського. Перший зал розміщує морських коників, морських собачок, морських корів (інша назва — плямистий зіркогляд), морського дракончика, морського кота (або ската-хвостокола), та багатьох інших.
У другому та третьому залах зібрані прісноводні риби з усіх куточків планети. Тут можна побачитипіраній Наттерера, тигрову рибу, і прісноводних мурен і найбільшу прісноводну рибу світу — арапаїму гігас, яка виростає довжиною понад 3 метри. Багато видів, представлених у залах занесені до Червоної книги. Також тут можна зустріти крокодилів, зокрема кубинського, також черепах, деякі з яких живуть до 250 років та багатьох інших водяних мешканців нашої планети.
Четвертий зал складають риби Червоного моря та Індо-Тихоокеанського басейну. У цьому залі можна побачити крилатку та рибу-прилипалу, яка завдяки своєму присоску може подорожувати з акулами й морськими черепахами, полохливого спинорога, який гризе корали, дивовижного найдавнішого морського родича павуків — карибського мечохвоста, який ходить по дну ногами, а плаває догори черевом, морських зірок та морських їжаків.